# Quantensensor
Ein Quantensensor ist ein Sensor, der Eigenschaften der Quantenmechanik wie Quantenverschränkung, Quanteninterferenz und Quantenzustandsverkleinerung (engl. Quantum State Squeezing) nutzt, um die Leistung von klassischen Verfahren bei der Messung physikalischer Größen zu übertreffen.
Das Forschungsgebiet der Quantensensorik befasst sich mit der Entwicklung von Quantenquellen (z. B. Quellen für verschränkte Quanten) und Quantenmessungen, um damit neue Anwendungen zu erschließen.

## Forschung
In der Photonik und Quantenoptik nutzt die photonische Quantensensorik die Verschränkung, einzelne Photonen und verschränkter Zustände, um äußerst präzise Messungen durchzuführen.
Die optische Sensorik nutzt kontinuierlich veränderliche Quantensysteme wie verschiedene Freiheitsgrade des elektromagnetischen Feldes (z. B. Polarisation), Schwingungsmoden von Festkörpern und Bose-Einstein-Kondensate.

## Anwendungen
Quantensensoren werden in einer Vielzahl von Bereichen eingesetzt, u. a. in der Mikroskopie, in Positionierungssystemen, in der Kommunikationstechnologie, in Sensoren für elektrische und magnetische Felder, sowie in geophysikalischen Forschungsbereichen wie der Mineraliensuche und der Seismologie. Viele Messgeräte nutzen Quanteneigenschaften, um Messungen durchzuführen, z. B. Atomuhren, supraleitende Quanteninterferenzgeräte und die Kernspinresonanzspektroskopie.
Eine vielversprechende Anwendung ist das Quanten-Gravimeter (engl. Quantum Gravimeter). Dabei wird in einer magnetisch abgeschirmten Hochvakuumkammer nahe am absoluten Nullpunkt der Temperatur (etwa 1 μK) eine Testmasse aus 106 bis 107 Rubidium-Atomen fallen gelassen und die Abwärtsbewegung mit Hilfe eines Laser-Strahls mit einer ultrahohen Auflösung gemessen.
Aus den Messwerten kann die lokale Erdbeschleunigung hoch präzise (bis auf 19-9g) ermittelt werden (s. Gravimetrie).